# Канал 9 (Србија)
Канал 9 је крагујевачка регионална телевизијска станица, која је почела са емитовањем програма 22. маја 1993. године.
Телевизија Канал 9 добила је 2007. године право на коришћење фреквенције за емитовање регионалног програма на подручју Шумадије. Емитује свој програм на територији Крагујевца, Баточине, Лапова, Кнића, Тополе, Аранћеловца, Раче, Рековца, Јагодине, Ћуприје, Горњег Милановца, Чачка, Краљева, Лазаревца, Младеновца, Смедеревске Паланке, Смедерева, Велике Плане, Пожаревца и Свилајнца. Такоће програм се може пратити и преко кабловских оператера. 
Регионална телевизија Канал 9 свој програм заснива на информативним и забавним садржајима.
Дана 24. фебруара 2017. године ову медијску кућу је купио Милош Пауновић из Ковина.